# Hockey su ghiaccio al X Festival olimpico invernale della gioventù europea
Il torneo di hockey su ghiaccio maschile si è svolto a Liberec dal 14 al 18 febbraio 2011.

## Risultati

### Turno preliminare
Gruppo A
| Squadra    | Punti | PG | V | VOT | POT | P | GF | GS | DG |
| ---------- | ----- | -- | - | --- | --- | - | -- | -- | -- |
| Finlandia  | 6     | 2  | 2 | 0   | 0   | 0 | 9  | 4  | +5 |
| Rep. Ceca  | 3     | 2  | 1 | 0   | 0   | 1 | 5  | 6  | -1 |
| Slovacchia | 0     | 2  | 0 | 0   | 0   | 2 | 5  | 9  | -4 |

| Liberec 14 febbraio 2011, ore 18:00 UTC+1 | Slovacchia | 3 – 5 (1-2, 1-2, 1-1) referto | Finlandia | Ice Hockey Arena |

| Liberec 15 febbraio 2011, ore 18:00 UTC+1 | Rep. Ceca | 4 – 2 (0-0, 2-1, 2-1) referto | Slovacchia | Ice Hockey Arena |

| Liberec 16 febbraio 2011, ore 14:30 UTC+1 | Finlandia | 4 – 1 (1-0, 1-0, 2-1) referto | Rep. Ceca | Ice Hockey Arena |

Gruppo B
| Squadra  | Punti | PG | V | VOT | POT | P | GF | GS | DG |
| -------- | ----- | -- | - | --- | --- | - | -- | -- | -- |
| Russia   | 5     | 2  | 1 | 1   | 0   | 0 | 11 | 5  | +6 |
| Svizzera | 4     | 2  | 1 | 0   | 1   | 0 | 7  | 7  | 0  |
| Lettonia | 0     | 2  | 0 | 0   | 0   | 2 | 5  | 11 | -6 |

| Liberec 14 febbraio 2011, ore 14:30 UTC+1 | Lettonia | 2 – 7 (1-2, 0-1, 1-4) referto | Russia | Ice Hockey Arena |

| Liberec 15 febbraio 2011, ore 14:30 UTC+1 | Svizzera | 4 – 3 (3-1, 1-1, 0-1) referto | Lettonia | Ice Hockey Arena |

| Liberec 16 febbraio 2011, ore 18:00 UTC+1 | Russia         | 3 – 3 (d.t.s.) (1-0, 1-2, 1-1, 0-0) referto | Svizzera | Ice Hockey Arena |
| \| \| \| \| \| \| Shootout 1 – 0 \| \|    |                |                                             |          |                  |
|                                           |                |                                             |          |                  |
|                                           | Shootout 1 – 0 |                                             |          |                  |

### Finali
5º/6º posto
| Liberec 17 febbraio 2011, ore 15:00 UTC+1 | Slovacchia | 3 – 4 (0-4, 2-0, 1-0) referto | Lettonia | Ice Hockey Arena |

3º/4º posto
| Liberec 17 febbraio 2011, ore 19:00 UTC+1 | Svizzera | 5 – 1 (3-1, 2-0, 0-0) referto | Rep. Ceca | Ice Hockey Arena |

1º/2º posto
| Liberec 18 febbraio 2011, ore 12:00 UTC+1 | Finlandia | 1 – 2 (d.t.s.) (0-0, 1-1, 0-0, 0-1) referto | Russia | Ice Hockey Arena |

## Classifica
| Pos. | Squadra    |
| ---- | ---------- |
| 1    | Russia     |
| 2    | Finlandia  |
| 3    | Svizzera   |
| 4    | Rep. Ceca  |
| 5    | Lettonia   |
| 6    | Slovacchia |